# Административна подела Исланда
Исланд се управно дели на покрајине, округе, општине, као и посебне бирачке округе.

## Покрајине
Постоји 8 покрајина или регија, које углавном служе за статистичке сврхе. Обласне судске надлежности такође користе ову поделу (тачније њен старији облик).
| # | Српски назив                | Исландски назив            | Главни град    | Популација | Површина (km²) | Поп./km² |
| - | --------------------------- | -------------------------- | -------------- | ---------- | -------------- | -------- |
| 1 | Рејкјавик (регион)          | Höfuðborgarsvæði           | Рејкјавик      | 191 612    | 1 062          | 167.61   |
| 2 | Сидирнес (регион)           | Suðurnes, раније Reykjanes | Кеблавик       | 18 880     | 829            | 20.18    |
| 3 | Вестиртланд (регион)        | Vesturland                 | Акранес        | 15 025     | 9 554          | 1.51     |
| 4 | Вестфирдир (регион)         | Vestfirðir                 | Исафјердир     | 7 470      | 9 409          | 0.85     |
| 5 | Нордиртланд Вестра (регион) | Norðurland vestra          | Сејдауркроукир | 7 452      | 12 737         | 0.73     |
| 6 | Нордиртланд Ејстра (регион) | Norðurland eystra          | Акирејри       | 28 555     | 21 968         | 1.21     |
| 7 | Ејстиртланд (регион)        | Austurland                 | Егјилстадир    | 15 350     | 22 721         | 0.52     |
| 8 | Сидиртланд (регион)         | Suðurland                  | Селфос         | 22 917     | 24 526         | 0.87     |
|   | Укупно                      |                            |                | 307 261    | 102 928        | 2.78     |

## Окрузи
На Исланду постоје 23 округа (исл. једн. sýsla, множ. sýslur), који представљају историјску поделу земље. Тренутно је Исланд подељен у 26 магистрата који управљају месном полицијом (осим у Рејкјавику, где постоји посебно одељење управника полиције) и извршавају управне надлежности, као што су проглашавање банкротства и венчавање људи изван цркава.
| - Округ Аурнес (Árnessýsla) - Округ Боргарфјарт (Borgarfjarðarsýsla) - Округ Гулбрингу (Gullbringusýsla) - Округ Далас (Dalasýsla) - Округ Ејафјарт (Eyjafjarðarsýsla) - Округ Западни Батастранд (Vestur-Barðastrandarsýsla) - Округ Западни Исафјарт (Vestur-Ísafjarðarsýsla) - Округ Западни Скафтафел (Vestur-Skaftafellssýsla) - Округ Западни Хинаватн (Vestur-Húnavatnssýsla) - Округ Источни Батастранд (Austur-Barðastrandarsýsla) - Округ Источни Скафтафел (Austur-Skaftafellssýsla) - Округ Источни Хинаватн (Austur-Húnavatnssýsla) | - Округ Јужна Мила (Suður-Múlasýsla) - Округ Јужни Тингјеј (Suður-Þingeyjarsýsla) - Округ Кјоусар (Kjósarsýsla) - Округ Мира (Mýrasýsla) - Округ Рангаувала (Rangárvallasýsla) - Округ Северна Мила (Norður-Múlasýsla) - Округ Северни Исафјарт (Norður-Ísafjarðarsýsla) - Округ Северни Тингјеј (Norður-Þingeyjarsýsla) - Округ Скагафјарт (Skagafjarðarsýsla) - Округ Снајфелснес и Хнападал (Snæfellsnes-og Hnappadalssýsla) - Округ Странд (Strandasýsla) |

## Општине
Погледати: Општине на Исланду
На Исланду има 76 општина, које управљају углавном питањима везаним за јавне службе, као што су обданишта, основне школе, управљање отпадом, социјална заштита, приступачно становање, јавни превоз, подршка старијима и ометенима и планирање простора. У зависности од јачине општина може има надлежност и у другим областима. Самосталност општина је заснована на Уставу.
Историјски гледано, Исланд је до пре пар деценија имао много више општина. 1950. године било је 229 општина на Исланду, да би 1995. године било 170 општина. 2000. године било је 124, а 2010. године 76 општина. Последњих година број општина осетно је смањен у циљу јачања капацитета (што већих) локалних самоуправа и смањења чиновништва.
Општине на Исланду се веома разликују по величине. Највећа је Рејкјавик са близу 120 хиљада становника, док најмање имају свега 50-60 становника.

## Бирачки окрузи
До 2003. године, бирачки окрузи за скупштинске изборе су били исти као и покрајине, али је амандманима устава то промењено у тренутних 6 бирачких округа. Ова измена је начињена како би се уравнотежила „тежина“ различитих делова земље, јер су гласови у слабије насељеним деловима вредели више него гласови у гушће насељеним, нпр. у Рејкјавику. Неравнотежа између области је смањена новим устројством, али је и даље присутна.